# Торањ
Торањ je, у ширем смислу, свака људска творевина (грађевина) која је виша но што је шира, изграђена често на веома малој основи, у ужем смислу, то је висок архитектонски објект различитог тима и разноврсне намене. Торњеви се граде управо због њихове висине која им даје различите предности, те могу бити самостални (Ајфелов торањ у Паризу) или део већег архитектонског комплекса (Криви торањ у Пизи).

## Етимологија
Тор је изведеница из лат. turris , које опет вуче корене из грч. τύρσις, а повезано је са пред-индоевропским медитеранским језицима, пре свега са илирским топонимом Βου-δοργίς. lidijskim Τύρρα, Τύρσα, што се веже са народом Тиренцима (Τυρρήνιοι) али и тур. Turs-ci, што је био грчки и латински назив за Етрушчане (Kretschmer Glotta 22, 110ff.).

## Историја
Торњеви се користе још од праисторије. Најстарији познати торњеви су кружни торњеви на зидинама неолитског града Jerihona (8000. г н.е.)
 и каснији бројни месопотамијски торњеви. Неки од најстаријих сачуваних примера су структуре зване Брох у северној Шкотској, које су заправо ваљкасте куће-торњеви. Ови и каснији феничански и староримски примери део су фортификацијског одбрамбеног састава те се називају куле. Касније се куле користе и за друге сврхе (нпр. сат-кула пронађена у Могадор из 1. века. пре. Христа. је изведен од феничанских и карташких извора. Римљани су градили октогоналне торњеве као елемент Диоклецијанове палате у Сплиту, која датира око 300. године, док су Сервианске грађевине (4. века. п. н.е.) и Аурелијановог зида зидине у трећем веку имали четвртасте торњеве. Кинези користе торњеве као интегрални део Кинеског зида за време династије Кин (210. п. н.е.).
У исламској архитектури, још од раних грађевина (џамија у Самари), они су важан део џамије (минарет) с кога се позива на молитву (езав). Занимљив је недовршени Хасанов торањ у Мароку, који је напуштен 1199. год. и данас стоји само као споменик.
Торањ у ранохришћанству постаје важан део хришћанског градитељства (звоник цркве), те каснијих средњовековних бургова и градова. Најпознатији средњовековни торањ је Криви торањ у Пизи изграђен од 1183. до 1372. год.
Хималајски торњеви су камени торњеви који се већином налазе у Тибету, а изграђени су у 14. и 15. веку.

### Вавилонска кула
Вавилонска кула је у основи предања из старозаветне Књиге постања. Према том предању, Нојеви потомци, који су неколико генерација након Великог потопа, негде око 2716.. п. н. е., још увек говорили једним језиком и који су се доселили са истока, дошли су у земљу Сенар (Вавилон), где су одлучили да саграде град са кулом „којој ће врх бити до неба, да стечемо себи име, да се не бисмо расејали по земљи”. Бог им је поручио: „Народ један, и један језик у свијех, и то почеше радити, и неће им сметати ништа да не ураде што су наумили. Хајде да сиђемо, и да им пометимо језик, да не разумију један другога што говоре.” Кула је срушена и настао је велики метеж а Бог и их је расуо по целом свету и помешао им језике, тако да нису могли да се врате и прекинули су градњу града, који је назван Вавилон, јер „онде помете Господ језик целе земље”.
Неки модерни научници асоцирају Вавилонску кулу са познатим структурама, нарочито са Етеменанкијем, зигуратом који је посветио месопотамијском богу Мардуку Набопаласар, краљ Вавилона око 610. године п. н. е. Велики зигурат Вавилона је био 91 m (300 ft) висок. Александар Велики је наредио да се сруши око 331. п. н. е. Сумерска прича са сличним елементима се може наћи у делу Енмеркар и господар Арате.

## Механика
До одређене висине, торањ може да буде направљен са носећом конструкцијом са паралелним странама. Међутим, изнад одређене висине, компресивни притисак услед оптерећења материјала се прекорачује и торањ пада. То се може избећи ако носећа конструкција подржава торањ.
Друго ограничење је извијање - структура мора да буде довољно чврста да би се избегло преламање под теретом који носи, посебно услед дејства ветра. Многи веома високи торњеви имају своје носеће структуре на периферији зграде, чиме се знатно повећава свеукупна крутост.
Трећи лимит је динамички; торањ је изложен варијабилним ветровима, вртложним струјама, сеизмичким поремећајима итд. Торањ се може одупрети тим утицајима путем комбинације чврстоће и крутости, као и у неким случајевима помоћу хармоничких апсорбера којима се пригушује кретање. Варирањем или сужавањем спољашњег аспекта торња са порастом висине, избегава се симултани пренос вртложних осцилације кроз целу зграду.

## Функција

### Стратешке предности
Торњеви су кроз историју својим власницима омогућавали одбрамбену предност омогућавајући им поглед на ширу околину, укључујући и бојна поља. Укључивани су у одбрамбене зидине (кула) или су грађени у близини потенцијалних места (опсадни торањ). Данас се торњеви у овој сврси могу пронаћи у затворима и војним камповима.

### Искоришћавање гравитације
Коришћењем слободног пада за померање предмета или ствари према доле, торањ се може користити за спремање зрнастих или текућих ствари као у силосима или водоторњевима, али и као носач за бушење тла као у нафтним торњевима, те за тестирање (нпр. тестирање бомби) или као платформе за дубинско роњење и торњеви за обуку ватрогасаца или падобранаца. Скијашке скакаонице користе исту идеју чиме се решава недостатак природне планинске рампе за скокове.

### Комуникација
У историји су се једноставни торњеви попут светионика, звоника, сат кула, сигналних торњева и минарета радили за комуникацију преко већих раздаљина (један од најранијих модерних торњева ове врсте био је Шуховљев торањ). У новије време, за ову функцију, користе се радио торњеви и одашиљачи за мобилну комуникацију, повећавајући распон свог сигнала. СН торањ у Торонту (Канада) је изграђен као комуникацијски торањ са могућношћу да буде и одашиљач и репетитор. Обликован је такође и као туристичка атракција, те се на њему налази највиши видиковац на 147. спрату.

### Прометна подршка
Торњеви се такође користе као носачи мостова, а могу досећи висине највиших небодера. Најчешће се користе као подршка за висеће мостове. Употреба пилона, једноставних носача у облику торња, је такође јако важна за изградњу железничких мостова, вијадукта за масовни превоз и лука.

## Подела

### Небодер
Модерна врста торња, небодер, користи мање простора на тлу (габарита) у односу на квадратни простор унутар грађевине. Небодери се често не сврставају у торњеве, иако морају имати облик и конструкцију торња. У Великој Британији, високе стамбене зграде називају торањским блоковима, а у Сједињеним Државама, небодери Светског трговинског центра имали су надимак енгл. Twin Towers („Торњеви близанци”), надимак који деле са Петронас торњевима у Куала Лумпуру.

### Остале врсте торњева
- за досезање висина: лансирни торањ,[32] сервисни торањ, вагон-торањ, скела,[33][34] кран[35][36]
- за постизање атмосферских услова: турбина за ветар,[37][38] метеоролошки торањ, телескопски торањ, соларни торањ,
- за искоришћавање температурне разлике у дугим циљевима: расхладни торањ, димњак
- за заштиту од спољних утицаја: БРЕН торањ,
- за индустријску производњу: Шот торањ,
- за надгледање: надгледни торањ,
- као симбол: Вавилонски торањ, Тарот торањ, Црквени торањ.

### Општи
- Звоник
- Нагнуте куле
- Највише структуре на свету
- Купола
- Куле

### Торњеви у ратовању
- Батеријски торањ
- Бергфрид
- Опсадна кула
- Бочни торањ
- Утврђена кула
- Капијска кула
- Ступови
- Стражарска кула

## Галерија
- Кула Галата, позната и као Christea Turris (Христова кула на латинском језику), је била изграђена 1348. године[39] у Ђеновској колонији у Константинопољу.[40]
- Типични модерни торањ за воду у Кармелу у Индијани, Сједињене Државе
- Руски ТВ торањ у Пензи
- Осматрачница у Израелској сигурносној огради[41][42]
- Једини мост који је члан Светске федерације великих торњева[43]: Мост СНП, Братислава, Словачка[44][45]
- Торњеви из Ингушетије